# هوراس بارنز
هوراس بارنز (انگلیسی: Horace Barnes؛ ۳ ژانویه ۱۸۹۱ – ۱۲ سپتامبر ۱۹۶۱) بازیکن فوتبال اهل بریتانیا بود.
از باشگاه‌هایی که در آن بازی کرده‌است می‌توان به باشگاه فوتبال منچستر سیتی، باشگاه فوتبال دربی کانتی، باشگاه فوتبال پرستون نورث اند، و باشگاه فوتبال اولدهام اتلتیک اشاره کرد.
وی همچنین در تیم ملی فوتبال Football League XI بازی کرده‌است.